# El preboste de seguridad
El preboste de seguridad est une bande dessinée espagnole illustrée par Francisco Ibáñez, appartenant à la franchise Mortadel et Filémon, éditée en 1985.

## Synopsis
Une élection va avoir lieu et en Espagne il y a de plus en plus de criminalité chaque jour. À cause de cela, le « preboste de seguridad » voit son poste en danger et demande de l'aide à la T.I.A. Le Superintendant décide d'envoyer Mortadel et Filémon aider à mettre fin à la délinquance.

## Édition
La bande dessinée, bien qu'elle ait été unifiée en une seule aventure et soit considérée comme telle, est en réalité divisée en deux parties : El Preboste de Seguridad (24 pages) et Los « Mandaos » (21 pages). La première partie est publiée dans la revue Mortadelo nos 217 à 221, et reste inachevée lorsque Francisco Ibáñez décide de quitter Bruguera pour Grijalbo. Le reste de la bande dessinée est achevé, des années plus tard, et publié dans son intégralité dans le no 44 de la collection Olé.